# Maywood (Illinois)
Pour les articles homonymes, voir Maywood.
Maywood est un village situé dans le comté de Cook en proche banlieue de Chicago, dans l'État de l'Illinois, aux États-Unis.

## Personnalités
- Greg Foster (1958-2023), quadruple champion du monde du 110 m haies.

## Source
- (en) Cet article est partiellement ou en totalité issu de l’article de Wikipédia en anglais intitulé « Maywood, Illinois » (voir la liste des auteurs).